# Total Chalaco Fútbol Club
Il Total Chalaco Fútbol Club è stata una società calcistica peruviana con sede nella città di Callao, nella Regione di Callao. Ha militato per tre stagioni nel Campeonato Descentralizado, la massima serie del campionato peruviano di calcio.

## Storia
Il club è stato fondato il 21 dicembre 2004 come squadra aziendale della società Total Clean S.R.L.; in quanto squadra aziendale partecipò inizialmente a tornei contro altre aziende.
Gli ottimi risultati ottenuti e lo spirito di identificazione manifestato dagli impiegati dell'azienda nella squadra portò il proprietario Felix Enciso a muoversi per tramutare la squadra in un club calcistico ufficiale. Il nome del club fu naturalmente Total Clean Fútbol Club e giocò ad Arequipa; nel 2005 si laureò campione del campionato di seconda divisione del Distretto di Sachaca, nel 2006 conquistò anche il titolo di prima divisione.
Il titolo distrettuale permise di accedere alla fase provinciale della Copa Perú 2006; successo dopo successo, la vittoria nel girone finale permise alla squadra di conquistare il trofeo e la promozione in Primera División, la massima serie peruviana.
La prima partecipazione al campionato nazionale, nel 2007, si concluse con l'ultimo posto e l'immediata retrocessione in Segunda División.
Nel 2008 la squadra si laureò campione di Segunda División e ritornò dunque nella massima serie. Questa impresa causò l'insorgere di debiti che costrinse la società a vendere il 51% delle proprie azioni ad un gruppo di dirigenti di Callao capeggiato da Omar Marcos Arteaga. All'inizio del 2009 la nuova proprietà decise di cambiare la denominazione della squadra in Total Chalaco Fútbol Club (Chalaco è il nome degli abitanti di Callao) e di portare la sede nella città di Callao.
Nel 2011, dopo la retrocessione in Segunda División patita al termine della stagione 2010 del Campeonato Descentralizado, si è sciolto.

## Palmarès

### Competizioni nazionali
- Copa Perú: 1

2006
- Segunda División: 1

2008

### Competizioni regionali
- Lega dipartimentale di Arequipa: 1

2006

## Organico

### Rosa 2010
| N. |                      | Ruolo | Calciatore         |
| -- | -------------------- | ----- | ------------------ |
|    | Perù (bandiera)      | P     | Manuel Heredia     |
|    | Perù (bandiera)      | P     | Wilfredo Caballero |
|    | Paraguay (bandiera)  | D     | Edgar Miranda      |
|    | Argentina (bandiera) | D     | Juan Grabowski     |
|    | Perù (bandiera)      | D     | Wilder Galliquio   |
|    | Perù (bandiera)      | D     | Marcos Canchari    |
|    | Perù (bandiera)      | D     | Arnaldo Cabanillas |
|    | Perù (bandiera)      | D     | Sergio Ubillús     |
|    | Perù (bandiera)      | D     | Jhoel Herrera      |
|    | Perù (bandiera)      | D     | José Moisela       |
|    | Perù (bandiera)      | C     | Gregorio Bernales  |
|    | Perù (bandiera)      | C     | Pedro Requena      |
|    | Perù (bandiera)      | C     | Luis Galliquio     |
|    | Perù (bandiera)      | C     | Rubén Mori         |
|    | Perù (bandiera)      | C     | Jorge Espejo       |

| N. |                     | Ruolo | Calciatore          |
| -- | ------------------- | ----- | ------------------- |
|    | Perù (bandiera)     | C     | José Corcuera       |
|    | Perù (bandiera)     | C     | Gianluca Di Laura   |
|    | Colombia (bandiera) | C     | Lin Carlos Henry    |
|    | Perù (bandiera)     | C     | Óscar Vega          |
|    | Perù (bandiera)     | C     | Edson Uribe         |
|    | Perù (bandiera)     | C     | Henry Colán         |
|    | Perù (bandiera)     | C     | David Soria         |
|    | Perù (bandiera)     | A     | Aurelio Saco Vértiz |
|    | Perù (bandiera)     | A     | Alfredo Guzmán      |
|    | Perù (bandiera)     | A     | Francesco Balbi     |
|    | Perù (bandiera)     | A     | Huber Zúñiga        |
|    | Perù (bandiera)     | A     | Jesús Rey           |
|    | Perù (bandiera)     | A     | Isaac Ponte         |
|    | Perù (bandiera)     | A     | Antonio Serrano     |